# Eshkaft-e Jāmūshī
Eshkaft-e Jāmūshī (persiska: Eshgaft-e Jāmūshī, اشکفت جاموشی) är en ort i Iran.   Den ligger i provinsen Khuzestan, i den centrala delen av landet, 500 km söder om huvudstaden Teheran. Eshkaft-e Jāmūshī ligger 842 meter över havet och antalet invånare är 414.
Terrängen runt Eshkaft-e Jāmūshī är huvudsakligen kuperad, men söderut är den bergig. Runt Eshkaft-e Jāmūshī är det ganska tätbefolkat, med 60 invånare per kvadratkilometer. Närmaste större samhälle är Qal‘eh Tall, 19,4 km söder om Eshkaft-e Jāmūshī. Omgivningarna runt Eshkaft-e Jāmūshī är i huvudsak ett öppet busklandskap.